# Louis Guillaume Le Monnier
Louis-Guillaume Le Monnier, de vegades escrit Lemonnier, (Vire, 27 de juny de 1717 - Versalles, 7 de setembre de 1799) va ser un naturalista francès.
Nasqué prop de Vire era fill de Pierre Le Monnier (1675 – 1757), que també era membre de l'Acadèmia Francesa de Ciències. El germà gran de Louis-Guillaume era l'astrònom Pierre Charles Le Monnier.
Louis-Guillaume Le Monnier treballà en els camps de la física, geologia, medicina i botànica. El 1739 acompanyà l'expedició de César-François Cassini de Thury i Nicolas Louis de Lacaille per establir el meridià geogràfic de París i documentà mines i la botànica d'aquesta ruta. En electricitat va transportar el corrent de l'ampolla de Leyden mitjançant un cable d'uns 1.850 metres de llargada i va concloure que l'electricitat es propagava instantàniament pel cable.
Va ser escollit membre de l'Académie des sciences el 3 de juliol de 1743, i també va ser membre de la Royal Society el 1745.
Amb Claude Richard va ser un dels organitzadors del la col·lecció botànica del rei Lluís XV al Petit Trianon que ràpidament va acabar Bernard de Jussieu.
Per l’'Encyclopédie de Diderot va escriure les entrades sobre "Electricité", "Magnétisme", "Aimant" (Imant), i "Aiguille aimantée" (agulla de la brúixola).

## Algunes obres
- Leçons de physique expérimentale, sur l'équilibre des liqueurs et sur la nature et les propriétés de l'air (1742).
- Observations d'histoire naturelle faites dans les provinces méridionales de France, pendant l'année 1739 (1744).
- Recherches sur la Communication de l'Electricité (1746).
- Observations sur l'Electricité de l'Air (1752).